# Nicole Bilderback
Nicole Bilderback (Seoel, 10 juni 1975) is een in Zuid-Korea geboren Amerikaans actrice.

## Biografie
Bilderback werd geboren in Seoel, Zuid-Korea, en groeide op als adoptiekind van Amerikaanse ouders in Tulsa (Oklahoma) in een gezin van drie kinderen. Zij doorliep de high school aan de Lake Highlands High School in Dallas (Texas) waar zij in 1993 haar diploma haalde, tevens begon zij op veertienjarige leeftijd al met danslessen te nemen. Na haar high school verhuisde zij naar Los Angeles voor haar acteercarrière.

## Filmografie

### Films
Uitgezonderd korte films.
- 2022 Cloudy with a Chance of Christmas - als Lisa Liu Lawson
- 2019 2nd Chance for Christmas - als Rachel
- 2019 Staged Killer - als Scarlett
- 2017 The Wrong Nanny - als Shelley
- 2016 Speak Now - als Stacey
- 2014 Mercenaries - als Mei-Lin Fong
- 2011 The Victim – als vermist meisje
- 2009 Wake – als verkoopster
- 2008 The New Twenty – als Julie Kim
- 2007 The Box – als Marti Chang
- 2007 Sex and Death 101 –als Dr. Mirabella Stone
- 2006 Sideliners – als Yuki Quin
- 2005 Cruel World – als Mikko
- 2005 Bad Girls from Valley High – als Tiffany
- 2004 Eddie's Father – als Jenna Livingston
- 2000 Paper Bullets – als Leesu
- 2000 Bring It On – als Whitney
- 2000 Forever Lulu – als Layla
- 1998 Can't Hardly Wait – als meisje dat klaar is voor seks
- 1997 Friends 'Til the End – als Paige
- 1995 Clueless – als Summer

### Televisieseries
Uitgezonderd eenmalige gastrollen.
- 2021 Cruel Summer - als Denise Harper - 7 afl.
- 2006 Heroes – als ms. Sakamoto – 2 afl.
- 2004 Boston Legal – als secretaresse – 2 afl.
- 2001-2003 Dawson's Creek – als Heather Tracy – 5 afl.
- 2000-2001 Dark Angel – als Brin / X5-734 – 4 afl.
- 1996-1998 Buffy the Vampire Slayer – als Cordette – 2 afl.
- 1996-1997 Clueless – als Nicole / meisje – 3 afl.
- 1995 The Fresh Prince of Bel-Air – als Janet – 3 afl.

- Gemeinsame Normdatei: 144041383
- International Standard Name Identifier: 0000 0001 1886 8877
- Library of Congress Control Number: no2009131323
- Virtual International Authority File: 96884591
- WorldCat: E39PBJyCGvKwx7F77mfHDpFVG3